# Natal'ja Gutman
Natal'ja Grigor'evna Gutman (in russo Наталья Григорьевна Гутман?; Kazan', 14 novembre 1942) è una violoncellista russa, artista del popolo dell'Unione Sovietica.

## Biografia
Iniziò a studiare violoncello presso il Conservatorio di Mosca con R. Sapožnikov. Successivamente fu ammessa al Conservatorio di Mosca, dove ebbe come insegnante Galina Kozolupova, tra gli altri. Successivamente studiò con Mstislav Rostropovič.
Distintasi in importanti competizioni internazionali, effettuò tournée in Europa, America e Giappone, essendo stata invitata come solista da grandi direttori  e orchestre. In un memorabile recital, fu accompagnata da Svjatoslav Richter nella Sonata in sol minore per violoncello e pianoforte, op. 65 di Chopin. Sempre attenta alla musica del XX secolo, suona regolarmente opere di compositori contemporanei. Ha registrato il Concerto per violoncello di Šostakovič per l'etichetta RCA e il Concerto per violoncello di Dvořák con Wolfgang Sawallisch che dirigeva la Philadelphia Orchestra per la EMI.
Grande sostenitrice della musica da camera e della musica contemporanea, nel 1990 ha fondato il Musikfest Kreuth insieme a suo marito, Oleg Kagan. Continuò il festival in memoria di Kagan, morto nel 1990.